# فرانتس دوزیکا

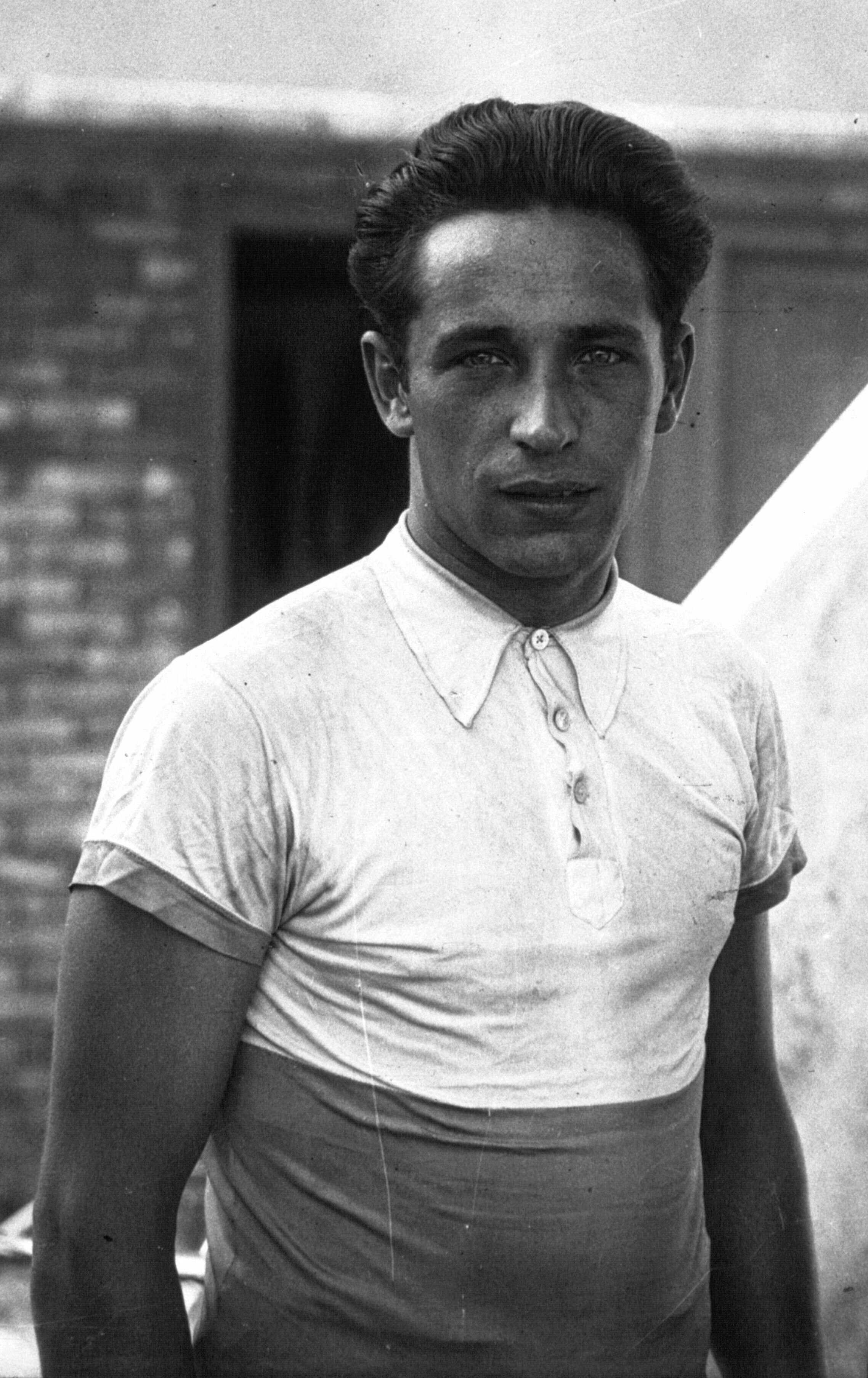
فرانتس دوزیکا - ۱۹۳۳

فرانتس دوزیکا (آلمانی: Franz Dusika; ۳۱ مارس ۱۹۰۸ – ۱۲ فوریهٔ ۱۹۸۴) دوچرخه‌سوار اهل اتریش بود. وی در بازی‌های المپیک تابستانی ۱۹۲۸ و ۱۹۳۶ شرکت کرده است.